# Vicepresidente de Chile
El vicepresidente de la República de Chile fue un cargo político existente en  país entre 1826 a 1833. Hoy este cargo no existe, solo en caso de sustitución del presidente por el ministro del Interior.

## Historia
En 1826, en forma conjunta con el establecimiento del título de presidente de la República, se creó el cargo de "Vice-Presidente", cuya función sería el de reemplazar al primero en los casos de enfermedad, ausencia y otros. En la elección de 1826 fue elegido como el primer vicepresidente de la historia chilena, Agustín Eyzaguirre. En la elección de año siguiente fue designado en el puesto Francisco Antonio Pinto.
La Constitución de 1828 –único texto constitucional chileno que estableció la existencia de un vicepresidente como figura permanente–, dispuso que en caso de muerte o imposibilidad física o moral del presidente, este lo reemplazaría en su puesto; y sus calidades eran las mismas que se requerían para ser presidente. La designación de Joaquín Vicuña como vicepresidente, tras la elección de 1829, la primera bajo el imperio de la Carta de 1828, fue objeto de una gran polémica y se considera uno de los detonantes de la Revolución de 1829. El cargo permanente de vicepresidente fue abolido con la Constitución de 1833, siendo Diego Portales el último en ocuparlo (fue elegido en 1831, aunque no prestó el juramento para desempeñarlo).

## Actual Constitución
En el artículo 29 de la actual Constitución de Chile se indica que el presidente será subrogado por el ministro correspondiente, según el orden de precedencia legal, en caso de impedimento temporal para ejercer su cargo (por enfermedad, ausencia del territorio nacional u otro motivo grave) con el título de vicepresidente de la República.
En caso de que faltase este ministro le irían sucediendo el resto de ministros, de acuerdo con el orden legal establecido, y luego el presidente del Senado, después el de la Corte Suprema y finalmente el presidente de la Cámara de Diputados.
El vicepresidente, en el desempeño de sus funciones, tiene todas las atribuciones que la Constitución confiere al presidente de la República.

## Lista de vicepresidentes
| N.º                                                            | Retrato                                                        | Nombre (Nacimiento–Muerte)                                     | Inicio del mandato                                             | Fin del mandato                                                | Partido                                                        | Partido                                                        | Elección                                                       | Presidente                                              | Notas                                                                                    |
| -------------------------------------------------------------- | -------------------------------------------------------------- | -------------------------------------------------------------- | -------------------------------------------------------------- | -------------------------------------------------------------- | -------------------------------------------------------------- | -------------------------------------------------------------- | -------------------------------------------------------------- | ------------------------------------------------------- | ---------------------------------------------------------------------------------------- |
| 1                                                              |                                                                | Agustín Eyzaguirre (1768–1837)                                 | 9 de julio de 1826                                             | 9 de septiembre de 1826                                        |                                                                | Independiente                                                  | 1826                                                           | Manuel Blanco Encalada                                  | Asumió la presidencia tras la renuncia de Manuel Blanco Encalada.                        |
| Puesto vacante 9 de septiembre de 1826 – 15 de febrero de 1827 | Puesto vacante 9 de septiembre de 1826 – 15 de febrero de 1827 | Puesto vacante 9 de septiembre de 1826 – 15 de febrero de 1827 | Puesto vacante 9 de septiembre de 1826 – 15 de febrero de 1827 | Puesto vacante 9 de septiembre de 1826 – 15 de febrero de 1827 | Puesto vacante 9 de septiembre de 1826 – 15 de febrero de 1827 | Puesto vacante 9 de septiembre de 1826 – 15 de febrero de 1827 | Puesto vacante 9 de septiembre de 1826 – 15 de febrero de 1827 | Agustín Eyzaguirre                                      |                                                                                          |
| Puesto vacante 9 de septiembre de 1826 – 15 de febrero de 1827 | Puesto vacante 9 de septiembre de 1826 – 15 de febrero de 1827 | Puesto vacante 9 de septiembre de 1826 – 15 de febrero de 1827 | Puesto vacante 9 de septiembre de 1826 – 15 de febrero de 1827 | Puesto vacante 9 de septiembre de 1826 – 15 de febrero de 1827 | Puesto vacante 9 de septiembre de 1826 – 15 de febrero de 1827 | Puesto vacante 9 de septiembre de 1826 – 15 de febrero de 1827 | Puesto vacante 9 de septiembre de 1826 – 15 de febrero de 1827 | Ramón Freire                                            |                                                                                          |
| 2                                                              |                                                                | Francisco Antonio Pinto (1785–1858)                            | 15 de febrero de 1827                                          | 8 de mayo de 1827                                              |                                                                | Pipiolos                                                       | 1827                                                           | Asumió la presidencia tras la renuncia de Ramón Freire. |                                                                                          |
| Puesto vacante 8 de mayo de 1827 – 19 de octubre de 1829       | Puesto vacante 8 de mayo de 1827 – 19 de octubre de 1829       | Puesto vacante 8 de mayo de 1827 – 19 de octubre de 1829       | Puesto vacante 8 de mayo de 1827 – 19 de octubre de 1829       | Puesto vacante 8 de mayo de 1827 – 19 de octubre de 1829       | Puesto vacante 8 de mayo de 1827 – 19 de octubre de 1829       | Puesto vacante 8 de mayo de 1827 – 19 de octubre de 1829       | Puesto vacante 8 de mayo de 1827 – 19 de octubre de 1829       | Francisco Pinto                                         |                                                                                          |
| Puesto vacante 8 de mayo de 1827 – 19 de octubre de 1829       | Puesto vacante 8 de mayo de 1827 – 19 de octubre de 1829       | Puesto vacante 8 de mayo de 1827 – 19 de octubre de 1829       | Puesto vacante 8 de mayo de 1827 – 19 de octubre de 1829       | Puesto vacante 8 de mayo de 1827 – 19 de octubre de 1829       | Puesto vacante 8 de mayo de 1827 – 19 de octubre de 1829       | Puesto vacante 8 de mayo de 1827 – 19 de octubre de 1829       | Puesto vacante 8 de mayo de 1827 – 19 de octubre de 1829       | Francisco Vicuña                                        |                                                                                          |
| 3                                                              |                                                                | José Joaquín Vicuña (1786–1857)                                | 19 de octubre de 1829                                          | 2 de noviembre de 1829                                         |                                                                | Pipiolos                                                       | 1829                                                           | Francisco Antonio Pinto                                 |                                                                                          |
| Puesto vacante 2 de noviembre de 1829 – 18 de febrero de 1830  | Puesto vacante 2 de noviembre de 1829 – 18 de febrero de 1830  | Puesto vacante 2 de noviembre de 1829 – 18 de febrero de 1830  | Puesto vacante 2 de noviembre de 1829 – 18 de febrero de 1830  | Puesto vacante 2 de noviembre de 1829 – 18 de febrero de 1830  | Puesto vacante 2 de noviembre de 1829 – 18 de febrero de 1830  | Puesto vacante 2 de noviembre de 1829 – 18 de febrero de 1830  | Puesto vacante 2 de noviembre de 1829 – 18 de febrero de 1830  | Francisco Vicuña                                        |                                                                                          |
| Puesto vacante 2 de noviembre de 1829 – 18 de febrero de 1830  | Puesto vacante 2 de noviembre de 1829 – 18 de febrero de 1830  | Puesto vacante 2 de noviembre de 1829 – 18 de febrero de 1830  | Puesto vacante 2 de noviembre de 1829 – 18 de febrero de 1830  | Puesto vacante 2 de noviembre de 1829 – 18 de febrero de 1830  | Puesto vacante 2 de noviembre de 1829 – 18 de febrero de 1830  | Puesto vacante 2 de noviembre de 1829 – 18 de febrero de 1830  | Puesto vacante 2 de noviembre de 1829 – 18 de febrero de 1830  | Acefalía                                                |                                                                                          |
| Puesto vacante 2 de noviembre de 1829 – 18 de febrero de 1830  | Puesto vacante 2 de noviembre de 1829 – 18 de febrero de 1830  | Puesto vacante 2 de noviembre de 1829 – 18 de febrero de 1830  | Puesto vacante 2 de noviembre de 1829 – 18 de febrero de 1830  | Puesto vacante 2 de noviembre de 1829 – 18 de febrero de 1830  | Puesto vacante 2 de noviembre de 1829 – 18 de febrero de 1830  | Puesto vacante 2 de noviembre de 1829 – 18 de febrero de 1830  | Puesto vacante 2 de noviembre de 1829 – 18 de febrero de 1830  | José Ovalle                                             |                                                                                          |
| 4                                                              |                                                                | José Tomás Ovalle (1787–1831)                                  | 18 de febrero de 1830                                          | 1 de abril de 1830                                             |                                                                | Pelucones                                                      | —                                                              | Francisco Ruiz-Tagle                                    | Elegido por el Congreso. Asumió la presidencia tras la renuncia de Francisco Ruiz-Tagle. |
| Puesto vacante 1 de abril de 1830 – 18 de septiembre de 1831   | Puesto vacante 1 de abril de 1830 – 18 de septiembre de 1831   | Puesto vacante 1 de abril de 1830 – 18 de septiembre de 1831   | Puesto vacante 1 de abril de 1830 – 18 de septiembre de 1831   | Puesto vacante 1 de abril de 1830 – 18 de septiembre de 1831   | Puesto vacante 1 de abril de 1830 – 18 de septiembre de 1831   | Puesto vacante 1 de abril de 1830 – 18 de septiembre de 1831   | Puesto vacante 1 de abril de 1830 – 18 de septiembre de 1831   | José Ovalle                                             |                                                                                          |
| Puesto vacante 1 de abril de 1830 – 18 de septiembre de 1831   | Puesto vacante 1 de abril de 1830 – 18 de septiembre de 1831   | Puesto vacante 1 de abril de 1830 – 18 de septiembre de 1831   | Puesto vacante 1 de abril de 1830 – 18 de septiembre de 1831   | Puesto vacante 1 de abril de 1830 – 18 de septiembre de 1831   | Puesto vacante 1 de abril de 1830 – 18 de septiembre de 1831   | Puesto vacante 1 de abril de 1830 – 18 de septiembre de 1831   | Puesto vacante 1 de abril de 1830 – 18 de septiembre de 1831   | Fernando Errázuriz                                      |                                                                                          |
| 5                                                              |                                                                | Diego Portales (1793–1837)                                     | 18 de septiembre de 1831                                       | 26 de mayo de 1833                                             |                                                                | Pelucones                                                      | 1831                                                           | José Joaquín Prieto                                     | Nunca prestó juramento.                                                                  |